# Tasación inmobiliaria
La tasación inmobiliaria,avalúo inmobiliario, valoración inmobiliaria o valuación inmobiliaria es la tasación económica y por tanto comercial de un bien raíz (vivienda, local, edificio). Es la estimación del precio de mercado de un bien inmueble en un momento determinado.
La tasación se formaliza en un documento que determina el valor o precio del inmueble en el momento en el que se efectúa. Este documento está elaborado por un profesional, generalmente un tasador con credenciales (Ingeniero Civil, Arquitecto, Economista, Agrimensor, etc.) y, contiene entre otras, la información fiscal, la antigüedad del inmueble, el estado de conservación y mantenimiento, la información legal, la finalidad de la valoración o avalúo, la metodología utilizada, las memorias de cálculos, la identificación e individualización del bien y su ubicación clara con linderos y coordenadas geográficas, el tamaño o la superficie, la calidad de construcción y la edad aparente y vida útil económica sobrante de la edificación, entre otras características.
El valor está dado en moneda nacional y está referido a una fecha específica tomando en cuenta las condiciones y superficie de la vivienda así como de la zona que le rodea. Esto último significa que durante la fecha referida el estudio tiene validez y una vez pasada la misma ya no la tiene. 

## Utilidad
La tasación inmobiliaria sirve para tomar decisiones al comprar la vivienda que más convenga en cuanto a ubicación, calidad y precio. También es un documento necesario para tramitar créditos, ya que ahí se inicia el valor de la vivienda, información que se utiliza para determinar el valor de la operación de crédito y le permite a la institución donde se tramita, conocer el valor de la garantía. En algunas entidades federativas, las autoridades solicitan para la escritura una tasación catastral para el cálculo del impuesto de traslado de dominio. Por lo que antes de adquirir una vivienda se necesita saber si es requerida. Esto lo realiza un especialista en el área de tasación, mediante una metodología capaz de tomar variables específicas para determinar dicho valor.
Por lo tanto es bueno conocer la tasación y revisar el documento relativo antes de decidir si se compra, construye, amplía, repara o mejora una vivienda; o si se desea pagar el pasivo de una vivienda, ya que su información servirá para tomar decisiones.

## Tres enfoques al valor
Hay tres grupos de metodologías tradicionales para determinar el valor. A estos se les refiere normalmente como los «tres enfoques al valor» los cuales son generalmente independientes entre ellos:
- El enfoque del Mercado (en este enfoque se encuentran todos aquellos métodos que consideran en su análisis datos observables del mercado).
- El enfoque del Costo (en este enfoque se encuentran tres métodos basados en costo, a saber: método del costo de reposición, método del costo de reproducción y método del costo por adición).
- El enfoque de los Ingresos (en este enfoque se pueden citar dos métodos muy conocidos, el método directo [considera la una renta infinita del bien tasado a una tasa de descuento constante], y el método indirecto [considera los flujos futuros del bien tasado durante un horizonte financiero proyectado, actualizados a la fecha de la valoración a una tasa de descuento que debe ser mayor que el costo promedio ponderado del capital]).

## Particularidades de la tasación por países

### Colombia
Existen varias entidades dedicadas a la labor de avalúos, por lo general, todas agremiadas como lonjas, debe contar con el registro nacional de avaluadores activo que se actualiza en la institución con el mismo nombre (RNA) y se debe renovar cada dos años aproximadamente. En Colombia este organismo, que para el ICONTEC es La Unidad Sectorial de Normalización de la Actividad Valuatoria y el Servicio de los Avalúos es reconocido o USN AVSA, es el que se encarga de normalizar y actualizar a los avaluadores en los procedimientos de tasación y en las normativas del país. Este organismo tiene los sellos de la International Valuation Standards Council (IVSC).   
Otra institución que se encarga de revisar la actividad avaluadora es la ANA - Autoregulador nacional de avaluadores ante la cual se anteponen quejas disciplinarias y posibles irregularidades que se encuentren en los procesos valuatorios. Esta institución se encarga de investigar y sancionar la actividad profesional de los avaluadores.    

### Honduras
Para el ejercicio de las empresas dedicadas al Avalúo Inmobiliario, se requiere la correspondiente inscripción a la Comisión Nacional de Banca y Seguros, organismo adscrito al Sector Financiero del país y que pone a disposición de los interesados diversos recursos para contratar. Estas empresas, a su vez, son sociedades mercantiles o profesionales individuales igual debidamente habilitados por las leyes de Honduras para el ejercicio de éstas funciones. 

### México
"En México la Sociedad Hipotecaria Federal y el INDAABIN norman los servicios de valuación. La primera para bienes de propiedad privada, la segunda para bienes de la nación. Las reglas de ambas instancias se caracterizan por impulsar el proceso mediante la aplicación de los enfoques de: mercado, físico o residual. Además, por el tipo de documentación solicitada, la cual se orienta a la posesión legal del inmueble"

### España
En España la valoración inmobiliaria se encuentra regulada por la Orden ECO/805/2003 en lo relativo a valoraciones para garantía hipotecaria. Esta norma establece una serie de requisitos que han de cumplir todas las empresas de valoración a la hora de elaborar y emitir sus informes. Asimismo, la norma contiene 10 principios fundamentales de la valoración inmobiliaria, de obligado cumplimiento para los profesionales del sector: 
- Principio de anticipación.
- Principio de finalidad
- Principio de mayor y mejor uso.
- Principio de probabilidad.
- Principio de prudencia.
- Principio de sustitución.
- Principio de proporcionalidad.
- Principio de temporalidad.
- Principio de temporalidad.
- Principio de transparencia.
- Principio de valor residual.

El no cumplimiento de alguno de estos principios, así como de cualquier otro elemento contenido en la Orden ECO/805/2003 supondría la descalificación de la tasación y podría derivar, incluso, en su total nulidad.
Argentina
Para el otorgamiento de créditos hipotecarios por parte de entidades bancarias, rige en Argentina la  COMUNICACION " A " 3055 del Banco Central de la República Argentina, del 23/12/99 que determina los requisitos mínimos que debe cumplir una tasación inmobiliaria. 